# Hoabinh
Hoabinh là một chi bọ cánh cứng trong họ 
Elateridae.
Chi này được miêu tả khoa học năm 1941 bởi Fleutiaux.

## Các loài
Chi này chỉ có một loài:
- Hoabinh coomani Fleutiaux, 1940